# جورج هيفيشي
جورج هيفيشي (Georg Karl von Hevesy) هو كيميائي مجري ولد في 1 أغسطس 1885 وتوفي في 5 يوليو 1966.
درس الكيمياء في جامعة بودابست وجامعة برلين التقنية وجامعة فرايبورغ التي تخرج منها سنة 1908. في سنة 1910 ذهب إلى بريطانيا للدراسة في جامعة مانشستر تحت إشراف إرنست رذرفورد. استقر سنة 1902 في كوبنهاغن للعمل مع نيلز بور. في سنة 1926 عاد إلى فرايبورغ ليعمل كأستاذ كيمياء وفيزياء وفي سنة 1930 درس في جامعة كورنيل.
بين 1934 و 1952 عمل في معهد نيلز بور. عند اجتياح الدانمارك من قبل النازيين قام بصهر ميداليات نوبل الذهبية لكل من ماكس فون لاو وجيمس فرانك في الماء الملكي واحتفظ بهما في وعاء واحتفظ به في مكتبه بمعهد نيلز بور. بعد الحرب ذهب إلى مؤسسة نوبل التي أعادت صنعهما. بعد تقاعده واصل نشاطه العلمي بالتعاون مع جامعة ستكهولم.

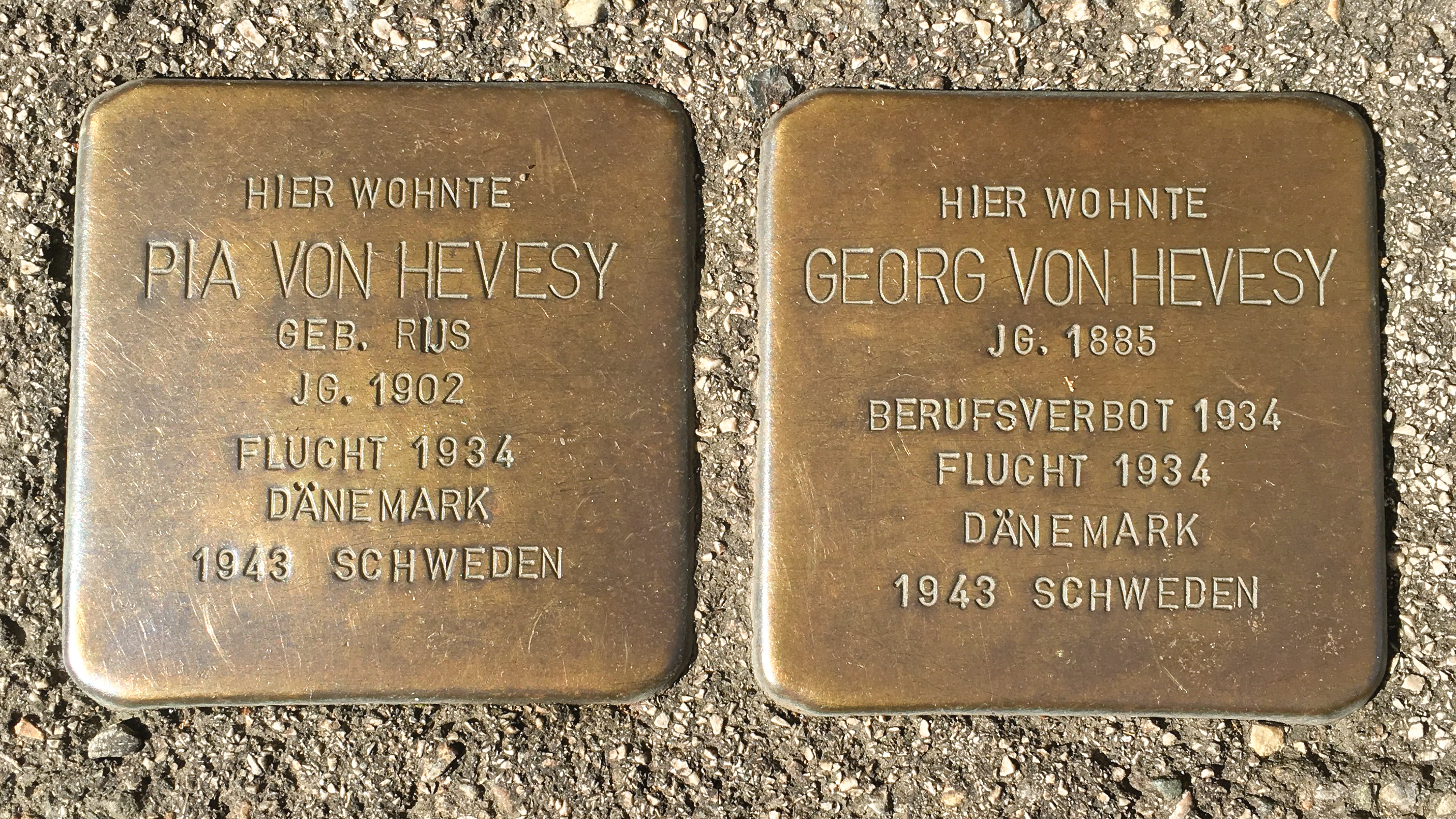
لجورج وزوجته بيا دي هيفسي

تحصل على جائزة نوبل في الكيمياء سنة 1943.

## السيرة الذاتية

### السنوات المبكرة
ولد جورج هيفيشي في بودابست عاصمة المجر لأسرة ثرية ذات أصول يهودية، وهو الطفل الخامس من بين الأطفال الثمانية لوالديه لاجوس بيشيتز والبارونة يوجينيا (جيني) شوسبرغر (سُمِّيَت باسم دي تورنيا). قدم أجداده من كلا الجانبين زعماءً للجالية اليهودية في بشت. تحول والديه فيما بعد إلى الرومانية الكاثوليكية. نشأ جورج في بودابست وتخرج من من مدرسة بياريشتا الثانوية. عام 1903 كان اسم العائلة في عام 1904 هو هيفيشي بيشيتز، وقام هيفيشي فيما بعد بتغيير اسمه.
بدأ هيفيشي دراسته الكيمياء في جامعة بودابست لمدة عام واحد، وفي جامعة برلين للتكنولوجيا لعدة أشهر، لكنه انتقل فيما بعد إلى جامعة فرايبورغ. التقى هناك بلودفيغ جاتيرمان. في عام 1906 بدأ أبحاث الدكتوراه الخاصة به. بأطروحته مع جورج فرانز جوليوس ماير، حصل هيفيشي على درجة الدكتوراه في الفيزياء عام 1908. في عام 1908، عُرض على هيفيشي منصبًا في المعهد الفدرالي للتكنولوجيا في زيورخ في سويسرا، ولكنه كان ثريًا وقادرًا على اختيار بيئة البحث الخاصة به. على التوالي، عمل مع فريتز هابر في كارلسروه بألمانيا، ثم مع إرنست رذرفورد في مانشستر بإنجلترا، حيث التقى أيضًا نيلز بور. في المنزل في بودابست، عُيِّن أستاذًا للكيمياء الفيزيائية عام 1918. وفي عام 1920 استقر في كوبنهاغن.

### أبحاثه
في عام 1922، اكتشف هيفيشي (مع ديرك كوستر) عنصر الهافنيوم (من الكلمة اللاتينية هافنيا بمعنى كوبنهاغن مسقط رأس نيلز بور). رتب الجدول الدوري لماندلييف عام 1869 العناصر الكيميائية في نظام منطقي، ولكن كان يفتقد عنصرًا كيميائيًا يملك 72 بروتون. قرر هيفيشي البحث عن هذا العنصر على أساس نموذج بور الذري. قدم المتحف المعدني للنرويج وغرينلاند في كوبنهاغن مواد البحث. أشارت تسجيلات أطياف الأشعة السينية للعينة إلى اكتشاف العنصر الجديد. وقد اعترض مانسل ديفيز وإريك سكري على الحساب، لدعمهما التنبؤ الذي يقول بأن العنصر 72 سيكون عنصرًا انتقاليًا للكيميائي تشارلز بوري.[بحاجة لمصدر]
بدعم مالي من مؤسسة روكفلر، كان عام هيفيشي منتجًا للغاية؛ إذ طور طريقة التحليل الفلوري بالأشعة السينية، واكتشف أشعة الساماريوم ألفا. بدأ هنا باستخدام النظائر المشعة في دراسة العمليات الأيضية للنباتات والحيوانات، من خلال تتبع المواد الكيميائية في الجسم عن طريق استبدال جزء من النظائر المستقرة بكميات صغيرة من النظائر المشعة. في عام 1923، نشر هيفيشي أول دراسة حول استخدام 212Pb المشع طبيعيًا كمقتفي مشع لمتابعة عملية الامتصاص والانتقال في جذور وسيقان وأوراق نبات الفول. في وقت لاحق، في عام 1943، فاز بحث هيفيشي حول التتبع الإشعاعي بجائزة نوبل في الكيمياء.
في عام 1924، عاد هيفيشي إلى فرايبورغ كأستاذ للكيمياء الفيزيائية. وفي عام 1930، ذهب إلى جامعة كورنيل في إيثاكا كمحاضر بدرجة بيكر. بعد أربع سنوات، استأنف أنشطته في معهد نيلز بور واستقر هناك حتى عام 1952. خلال عام 1943، كان يقيم في ستوكهولم حيث كان زميلًا في معهد أبحاث الكيمياء العضوية. في عام 1949، اختير ليحصل على أستاذية فرانكي في جامعة خنت. في تقاعده، بقي مساعدًا علميًا نشطًا في جامعة ستوكهولم. عرضت جامعة فرايبورغ على هيفيشي منصبًا وظيفيًا وقبل به.

## روابط خارجية
- جورج هيفيشي على موقع الموسوعة البريطانية (الإنجليزية)
- جورج هيفيشي على موقع مونزينجر (الألمانية)
- جورج هيفيشي على موقع إن إن دي بي (الإنجليزية)